# هارولد هورن
هارولد هورن (بالإنجليزية: Harold Horn)‏ هو سياسي أمريكي، ولد في 10 مايو 1924 في غاب في الولايات المتحدة، وتوفي في 1 ديسمبر 1985 في مقاطعة لانكستر في الولايات المتحدة. نشط حزبياً في الحزب الجمهوري. وقد انتخب عضو مجلس نواب بنسيلفانيا (1971 – 1972).